# Хироо (станция)
Станция Хироо (яп. 広尾駅 хироо эки) — железнодорожная станция на линии Хибия расположенная в специальном районе Минато, Токио. станция обозначена номером H-03. На станции установлены автоматические платформенные ворота.

## Планировка станции
Две платформы бокового типа и два пути.
| 1 | ○ Линия Хибия | Эбису ・ Нака-Мэгуро ・(Линия Тоёко) Хиёси ・ Кикуна            |
| 2 | ○ Линия Хибия | Гиндза ・ Уэно ・ Кита-Сэндзю ・(Линия Исэсаки) Тобу-Добуцукоэн |

## Близлежащие станции
| «                  |                    | Линия              |                    | »                  |
| Tokyo Metro        | Tokyo Metro        | Tokyo Metro        | Tokyo Metro        | Tokyo Metro        |
| Линия Хибия (H-03) | Линия Хибия (H-03) | Линия Хибия (H-03) | Линия Хибия (H-03) | Линия Хибия (H-03) |
| ------------------ | ------------------ | ------------------ | ------------------ | ------------------ |
| Эбису (H-02)       |                    | -                  |                    | Роппонги (H-04)    |